# Jorge Baidek
Jorge Baidek (Barão de Cotegipe, 16 de abril de 1960) é um ex-treinador e ex-futebolista brasileiro que atuava como zagueiro. Atualmente trabalha como empresário de futebol.

## Carreira como futebolista
Jogou pelo Grêmio, clube pelo qual foi campeão da Copa Libertadores e da Copa Intercontinental de 1983. Teve passagem no futebol português jogando pelo Belenenses. Foi convocado pela Seleção Brasileira em 1984, em um jogo disputado em Curitiba contra a Seleção Uruguaia que terminou com vitória do Brasil por 1–0.

## Títulos
Grêmio
- Copa Intercontinental: 1983
- Copa Libertadores da América: 1983
- Campeonato Brasileiro: 1981
- Campeonato Gaúcho: 1979, 1980, 1985, 1986 e 1987